# محافظة اللاذقية
محافظة اللاذقية محافظة سورية تقع شمال غرب سوريا تطل على البحر الأبيض المتوسط وفيها ميناء كبير ومعظم أراضيها تغطيها الغابات والبساتين ويبلغ مساحة محافظة اللاذقية 2297 كم ويبلغ عدد قرى محافظة 500 قرية و لها حدود مع تركيا ومع محافظة إدلب و محافظة حماة ومحافظة طرطوس، والمحافظة خليط من عدة أعراق من العرب والتركمان والأكراد.

## التقسيمات الإدارية
بيّنت الإحصاءات التي جرت بنهاية عام 1997 أن التقسيمات الإدارية لمحافظة اللاذقية لعدد من المدن والبلدات والقرى والمزارع على الشكل التالي :-
- تقسم المحافظة إداريا إلى أربع مناطق:
  - منطقة اللاذقية وتتبعها نواحي: مدينة اللاذقية - قرى المدينة - البهلولية - ربيعة - عين البيضا - قسطل معاف - كسب.
  - منطقة جبلة وتتبعها نواحي: مدينة جبلة - قرى المدينة ـ بستان الباشا - بيت ياشوط - عين الشرقية - الصنوبر - القطيلبية.
  - منطقة الحفة وتتبعها نواحي: مدينة الحفة - قرى المدينة - صلنفة - عين التينة - كنسبا - المزيرعة- سلمى - طـعـومـا.
  - منطقة القرداحة وتتبعها نواحي: مدينة القرداحة - قرى المدينة - حرف المسيترة - الفاخورة.
- من المصايف المشهورة في محافظة اللاذقية: صلنفة، سلمى، كسب، الغنيمية وقسطل ودورين والبدروسية ورأس البسيط وبلوران ومعاف والشاطئ الأزرق وبيت ياشوط وابن هاني وغيرهم.
- عدد القرى 453 قرية منها قرية الشلفاطية التي تبعد حوالي 14 كم عن مركز المحافظة على الطريق إلى منطقة الحفة، وتمتاز بطبيعتها الخلابة وبساتين الحمضيات والزيتون، ويبلغ عدد سكانها حوالي ال5000 نسمة، الكركيت من قرى محافظة اللاذقية ناحية البهلولية تقع بالقرب من أوستراد اللاذقية-حلب كما يمر فيها الخط الحديدي بينهما. تمتاز بطبيعة خلابة كما المنطقة عموما حيث يقع سد تشرين على نهر الكبير الشمالي عند قرية قسمين ومنها قرى بلوران ووادي باصور وجناتا والقنجرة وبكسا ومشيرفة الساموك وستمرخو وكرسانا وفطيرو والهنادي التي تشتهر بحمضياتها وكذلك بآثارها العريقة وتاريخها التي يعود إلى آلاف السنين، بالإضافة إلى القرى في ناحية ربيعة مثل الروضة وريحانة والكبير والدرة وغابات الفرنلق أكبر منطقة غابات في الجمهورية العربية السورية.
- عدد المزارع في المحافظة 802 مزرعة.

## السياحة والطبيعة
تشتهر محافظة اللاذقية بجمال طبيعتها وطيبة سكانها حيث تتموضع الكثير من البلدات والقرى والمصايف في أحضان الجبال الخضراء التي تكسوها الغابات الطبيعية وأشجار الفاكهة والبساتين. في محافظة اللاذقية الكثير من الآثار والمواقع الأثرية والمدن التاريخية والقلاع على امتداد جبال اللاذقية، وبها عدد من الأنهار القصيرة والبحيرات والكثير من ينابيع المياه الطبيعية والشلالات، طبيعة خلابة في الجبال وبين الغابات وطبيعة ساحرة على شواطئ البحر المتوسط وتنتشر المنشآت السياحية والفنادق والمنتزهات في كافة المصايف الشهيرة الجبلية والساحلية وفي المدن الرئيسية، يوجد في اللاذقية مطار دولي يربط المحافظة بمطارات سوريا الداخلية وعدد من بلدان العالم إضافة لوجود محطة للقطارات منها قطارات سياحية متطورة وبخدمات فندقية، وتتميز مدن ومناطق اللاذقية بمناخ معتدل صيفا بارد في الشتاء وتتساقط الثلوج على المرتفعات الجبلية.
| غابات الفرنلق تنتشر على طول الطريق الشمالي بين اللاذقية وكسب، تتميز بانتشار أشجار الصنوبر والبلوط والكرز، تكثر فيها المطاعم والمقاصف وتعتبر محمية طبيعية في سوريا، تظهر الصورة دغلة كثيفة في غابات الفرنلق.                                                        | غابات الفرنلق |
| رأس البسيط شاطئ رملي مميز على شكل شبه جزيرة طبيعية إلى الشمال من مدينة اللاذقية قرب حدودها مع لواء إسكندرون. يتميز بالمناظر الخلابة الناتجة عن التقاء الجبال بالبحر، يتميز بتعدد وتنوع المنشآت السياحية فيه، تظهر الصورة التقاء الجبل بالساحل في منطقة رأس البسيط. |               |
| صلنفة بلدة على ارتفاع 1100 م عن سطح البحر على بعد 17 كم شمال اللاذقية، تطل على ثلاث قمم جبلية هي، قمة النبي يونس، قمة النبي متى وقمة جبل الشوح؛ تحوي المنطقة غابات الشوح السوري والأرز والصنوبر بشكل كثيف، تظهر الصورة ثلوج صلنفة شتاءً.                            |               |
| السمرا خليج ساحلي، يشكل الحدود بين سوريا ولواء إسكندرون، يتميز بروعة المناظر الطبيعية. كان موقع تصوير مسلسل ضيعة ضايعة، وتتزايد الاستثمارات السياحية فيه. |               |
| كسب تعتبر كسب بلدة سياحية ومركز اصطياف، تبعد عن المدينة 60 كم شمالاً وهي أبعد المواقع السياحية التابعة لها؛ تطل كسب على مساحات شاسعة من الغابات الخضراء وتعتبر من أغنى مناطق اللاذقية بالفنادق والمقاهي، تظهر الصورة جبل شالما قرب كسب.                             |               |

## المحافظون
- محمد صافي أبو دان (5 تشرين الأول 2000[4] - 19 آذار 2003[5])
- زاهد سعيد حاج موسى (من 19 آذار 2003[6] - 10 شباط 2009[7])
- خليل مشهدية (10 شباط 2009[8] - 22 شباط 2011[9])
- رياض فريد حجاب (من 22 شباط 2011[9] - 14 نيسان 2011[10])
- عبد القادر عبد الشيخ (23 نيسان 2011[11] - 11 تموز 2012)
- سليمان محمد الناصر (11 تموز 2012[12] - 2 حزيران 2013[13])
- أحمد شيخ عبد القادر (2 حزيران 2013[14] - 22 تشرين الأول 2014[15])
- إبراهيم خضر السالم (من 22 تشرين الأول 2014[15] - 17 من تشرين الثاني 2021[16])
- عامر إسماعيل هلال (17 من تشرين الثاني 2021[17] - 17 تشرين الأول 2024[18])
- خالد وليد أباظة (17 تشرين الأول 2024[19]- 8 كانون الأول 2024[20])
- حسن صوفان (17 كانون الأول 2024[21] - 21 كانون الأول 2024)
- محمد عثمان (منذ 21 كانون الأول 2024[22])